# Liste der Naturschutzgebiete im Landkreis Neu-Ulm
Im Landkreis Neu-Ulm gibt es vier Naturschutzgebiete. Zusammen nehmen sie eine Fläche von etwa 348 Hektar ein. Das größte Naturschutzgebiet ist das 1994 eingerichtete Naturschutzgebiet Wochenau und Illerzeller Auwald.
| Name                            | Bild | Kennung                   | Einzelheiten | Position | Fläche Hektar | Datum |
| ------------------------------- | ---- | ------------------------- | --- | -------- | ------------- | ----- |
| Biberhacken                     |      | NSG-00519.01 WDPA: 162403 | Bibertal Komplex mehrerer – inzwischen aufgelassener – unterschiedlicher großer Fischteiche auf der Grundlage eines früheren Altwassers der Donau. LK Günzburg 6,28 ha, LK Neu-Ulm 24,06 ha | ⊙        | 30,34         | 1956  |
| Obere und Untere Au             | BW   | NSG-00552.01 WDPA: 318874 | Senden Linksseitiges Illerufer westlich Senden an der Landesgrenze zu Baden-Württemberg. | ⊙        | 63,81         | 1998  |
| Wasenlöcher bei Illerberg       | BW   | NSG-00490.01 WDPA: 166181 | Senden Rest eines der wenigen Moore des Unteren Illertals, mit Anschluss an die östliche Illerleite, diese mit quellendurchzogenem Hangwaldgürtel.                                          | ⊙        | 68,81         | 1995  |
| Wochenau und Illerzeller Auwald | BW   | NSG-00473.01 WDPA: 166345 | Senden Naturnaher Auwaldkomplex beiderseits der unteren Iller, der auf der westlichen Illerseite gelegentlich überschwemmt wird.                                                            | ⊙        | 185,35        | 1994  |
| Legende für Naturschutzgebiet   |      |                           | |          |               |       |